# Флаг муниципального округа Люблино
Флаг муниципального округа Люблино́ в Юго-Восточном административном округе города Москвы Российской Федерации — опознавательно-правовой знак, служащий официальным символом муниципального образования.
Первоначально данный флаг был утверждён 5 октября 2004 года как флаг муниципального образования Люблино.
Законом города Москвы от 11 апреля 2012 года № 11, муниципальное образование Люблино было преобразовано в муниципальный округ Люблино.
Решением Совета депутатов муниципального округа Люблино от 22 ноября 2018 года № 15/8 данный флаг был утверждён официальным символом муниципального округа Люблино.

## Описание
Описание флага, утверждённое 5 октября 2004 года, гласило:
«Флаг муниципального образования Люблино представляет собой двустороннее, прямоугольное полотнище с соотношением сторон 2:3.
На полотнище помещено изображение красной мурованной стены, с четырьмя полными и по краям двумя половинными по ширине выступами сверху, вершина которых находится на расстоянии 11/40 ширины полотнища от его верхнего края. Поверх стены помещено изображение белого паровозного колеса с противовесом, габаритные размеры которого составляют 4/15 длины и 2/5 ширины полотнища, а центр равноудалён от боковых краёв полотнища и находится на расстоянии 7/16 длины полотнища от его нижнего края.
В верхней зелёной части полотнища помещено изображение жёлтого, обращённого вверх, лука без тетивы с жёлтой половиной стрелы без оперения. Габаритные размеры изображения составляют 7/12 длины и 1/4 ширины полотнища. Центр изображения равноудалён от боковых краёв полотнища, и находится на расстоянии 11/120 ширины полотнища от его верхнего края.
Нижняя голубая часть полотнища отделена белой шиповидной полосой, габаритная высота которой составляет 7/80 ширины полотнища, а осевая линия расположена на расстоянии 1/12 ширины полотнища от его нижнего края».
Описание флага, утверждённое 22 ноября 2018 года, гласит:
«Прямоугольное двухстороннее полотнище с отношением ширины к длине 2:3, воспроизводящее фигуры из герба муниципального округа Люблино, выполненные красным, зелёным, белым, синим и жёлтым цветом».
Геральдическое описание герба муниципального округа Люблино гласит:
«В стеннозубчато повышенно пересеченном зелёном и червлёном мурованном поле с лазоревой, окаймлённой серебром, выщербленной оконечностью, в зелени — золотой лук без тетивы, положенный на пересечение в пояс и соединённый с выходящей из-за него половиной стрелы; в червлени — серебряное паровозное колесо, противовесом влево и вниз».

## Обоснование символики

Герб рода Дурасовых.

Жёлтый, обращённый вверх лук с половиной стрелы, — фигуры родового герба дворян Дурасовых, чей дворец является уникальным архитектурным памятником муниципального округа Люблино.
Зелёная часть поля флага символизирует Люблинский парк и заповедные места муниципального округа, долгое время являвшегося излюбленным дачным местом москвичей.
Красная мурованная стена аллегорически показывает, что муниципальный округ Люблино до вхождения в состав Москвы имел статус города и входил в состав Московской области.
Белое паровозное колесо — символ одноименной муниципальному округу узловой железнодорожной станции, вокруг которой и был когда-то основан город Люблино.
Синяя полоса, проходящая вдоль нижнего края флага, символизирует один из крупнейших в Москве прудов — Люблинский.
Примененные во флаге цвета символизируют:
красный цвет — символ храбрости, мужества, неустрашимости, великодушия, любви, огня, теплоты и животворных сил;
зелёный цвет — символ жизни, молодости, природы, роста;
синий цвет (лазурь) — символ возвышенных устремлений, преданности, мира;
белый цвет (серебро) — символ чистоты, невинности, верности, надежности и доброты;
жёлтый цвет (золото) — символ солнечной энергии, богатства, силы, устойчивости и процветания.